# Alte Hofhaltung din Bamberg

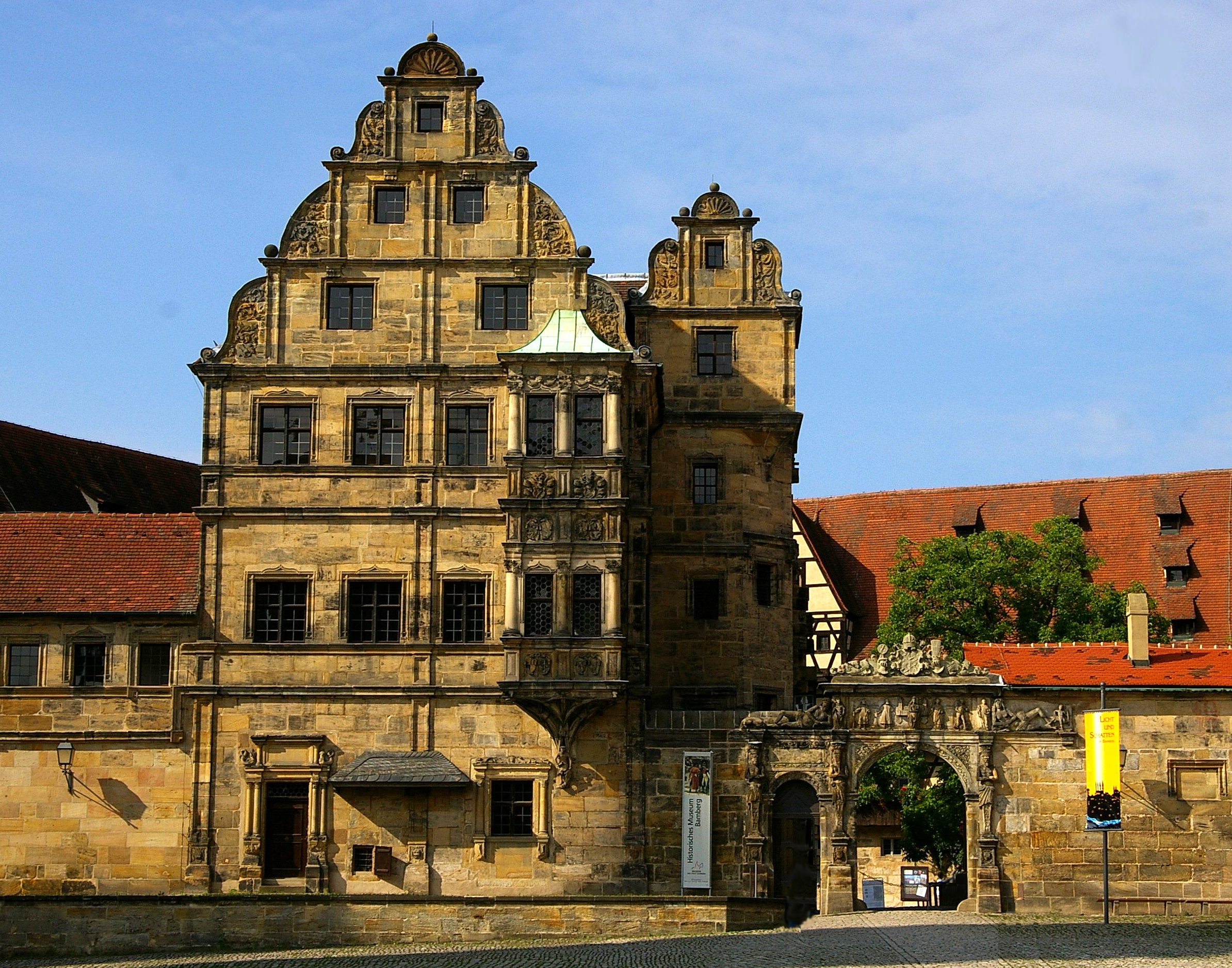
Alte Hofhaltung
(Fațadă spre Piața Domului)

Alte Hofhaltung din Bamberg (Vechea Dependință a Curții din Bamberg) este anexa fostului palat al împăratului Henric al II-lea, ridicat probabil pe ruinele fostului burg Babenberg. Cu începere din secolul al XV-lea a servit ca dependință (economat) a reședinței episcopale învecinate.
Complexul de clădiri aferente face parte din nucleul vechi al orașului Bamberg, înscris în anul 1993 pe lista patrimoniului cultural mondial UNESCO.

## În film
Aici au fost filmate unele scene din filmul Cei trei muschetari, din anul 2011.

## Galerie de imagini

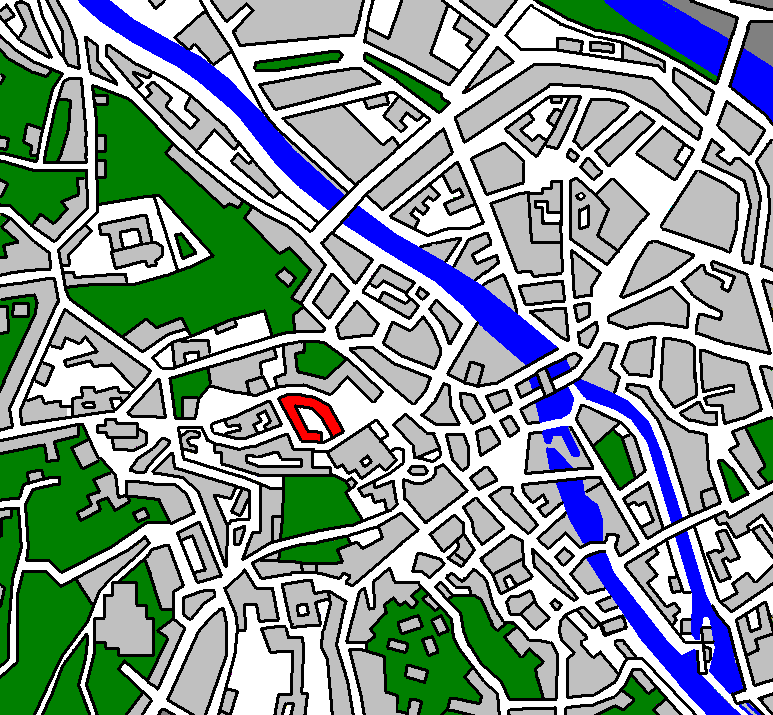
Alte Hofhaltung (plan de situaţie în oraş)
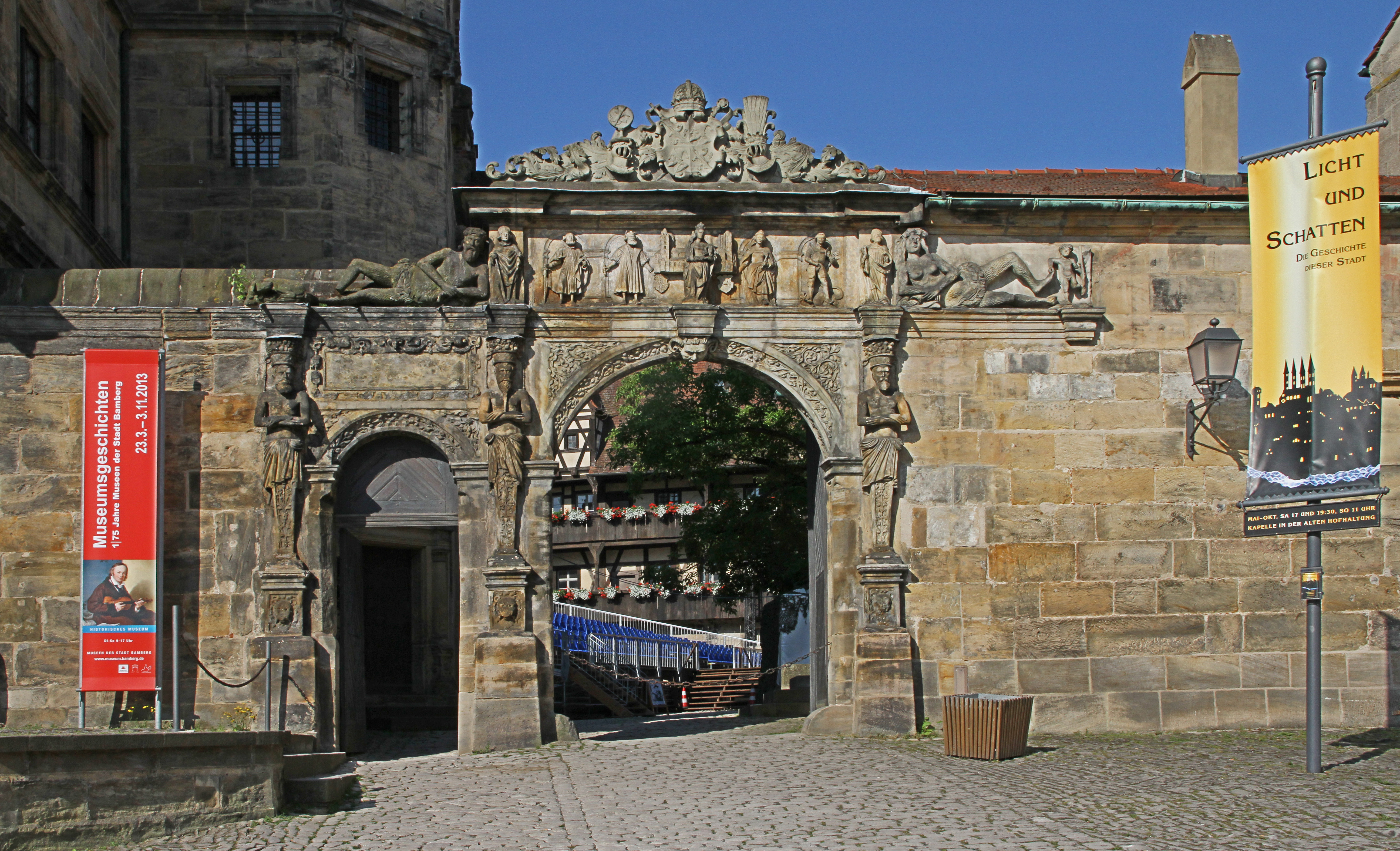
Alte Hofhaltung (poarta de intrare)
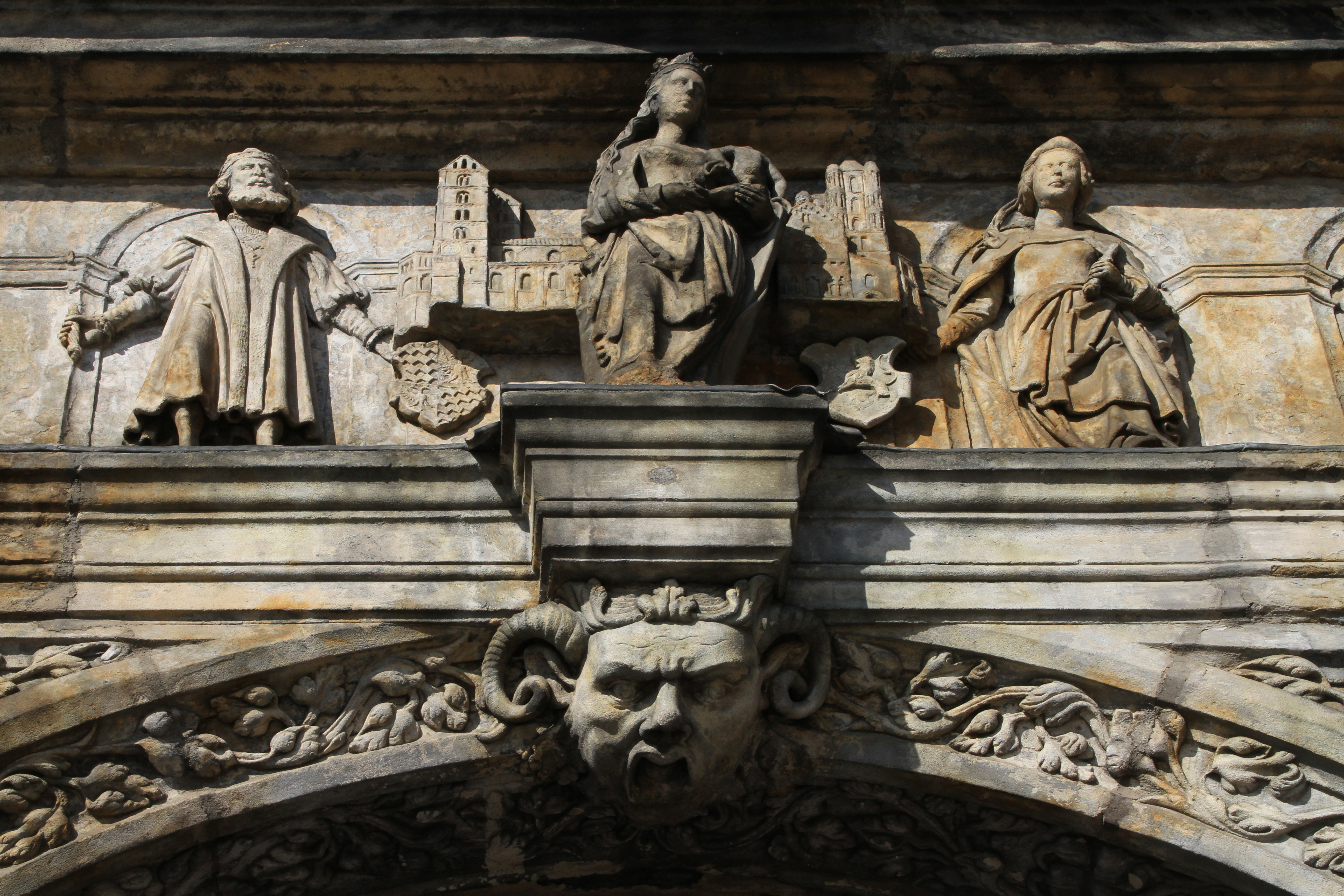
Alte Hofhaltung (poarta de intrare)
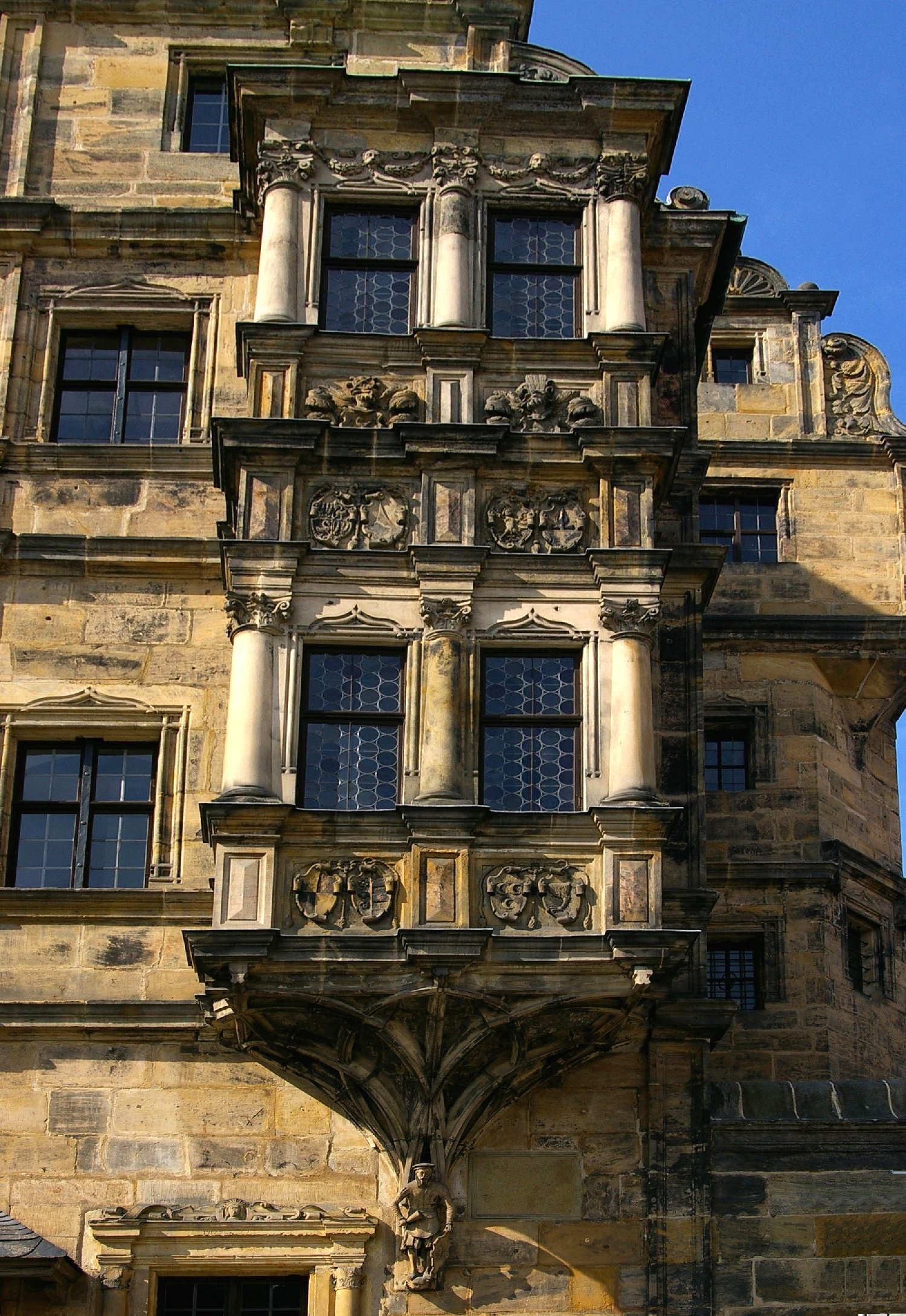
Alte Hofhaltung (Bovindou)
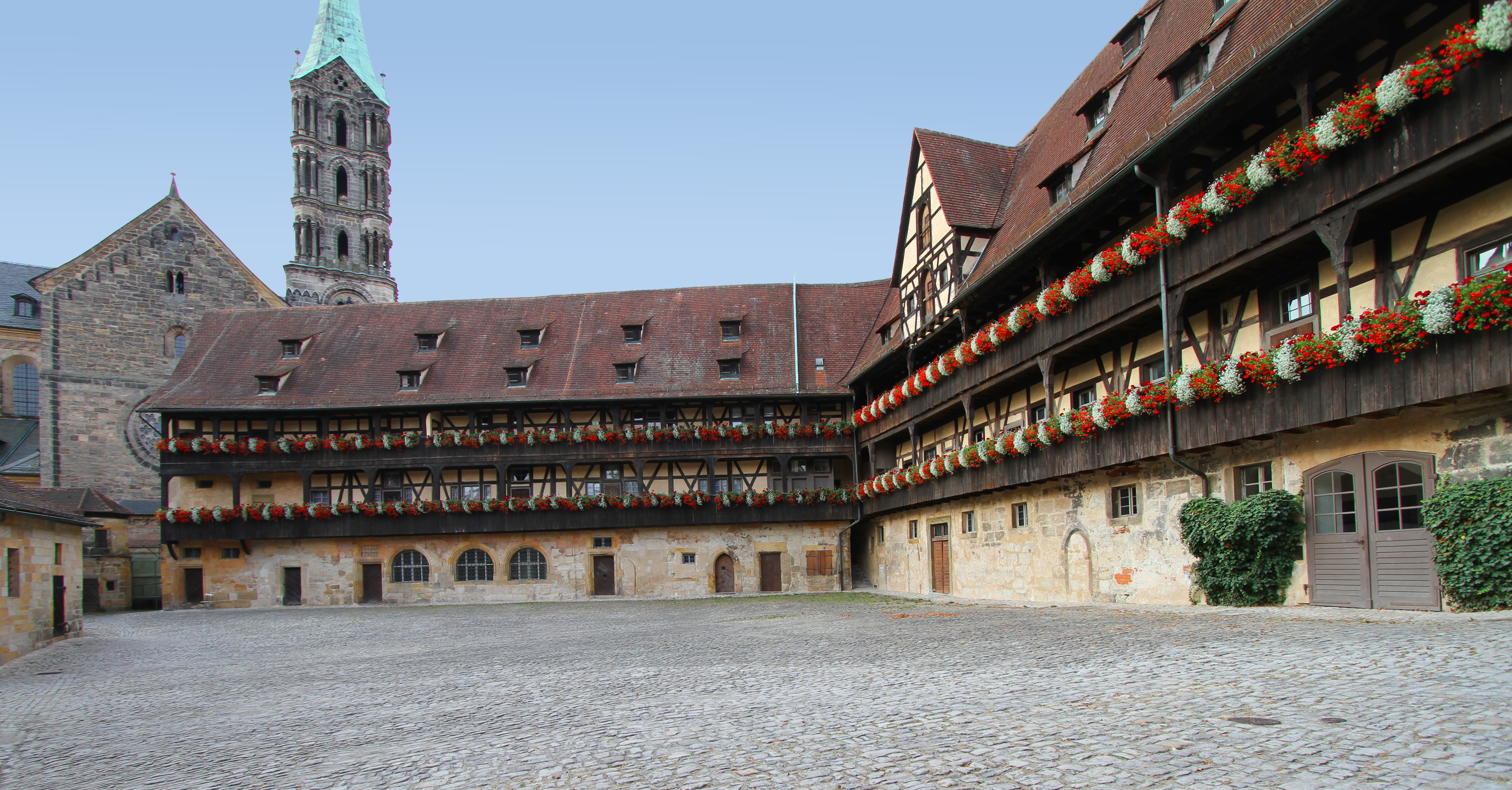
Alte Hofhaltung (curtea)
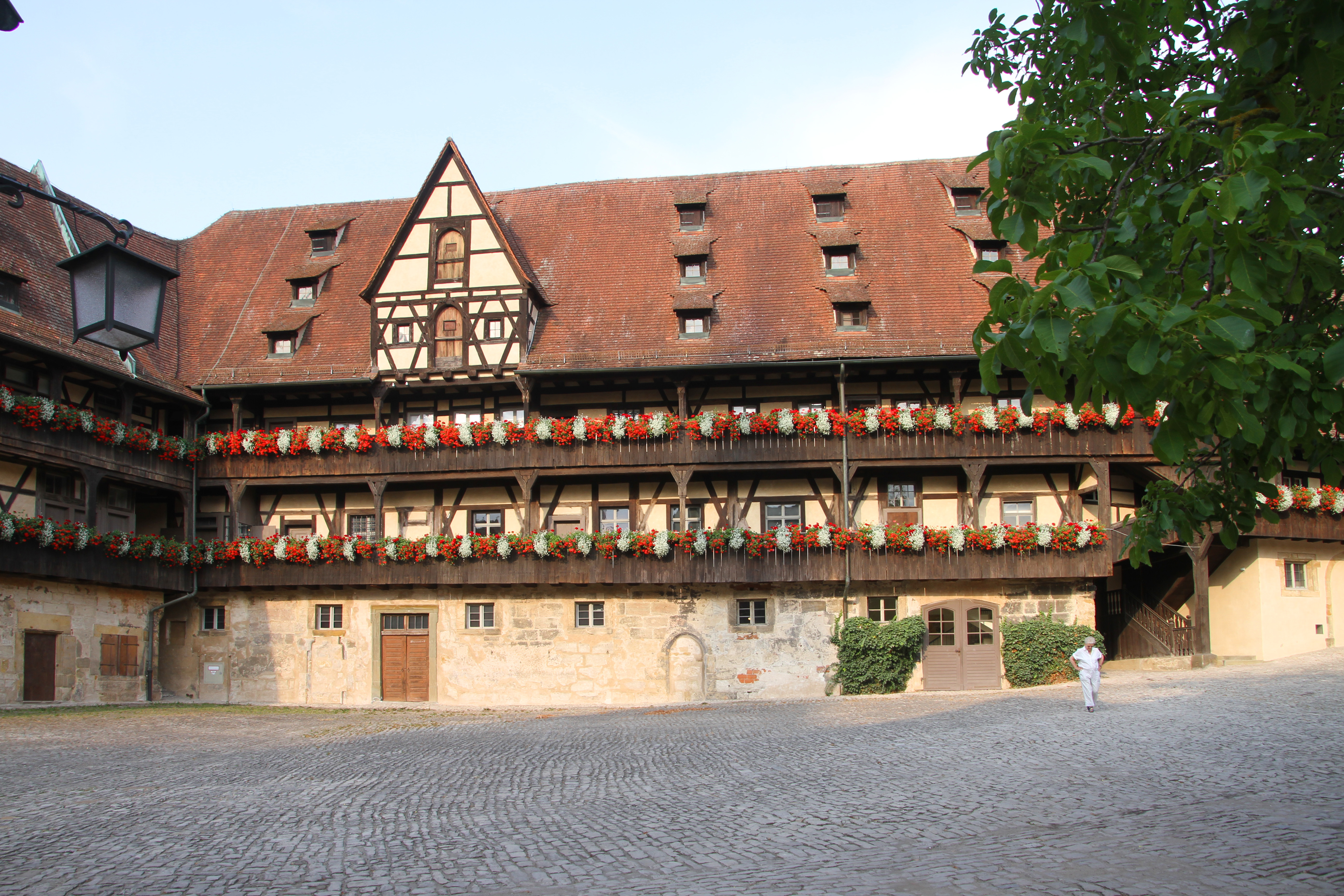
Alte Hofhaltung (curtea)